# ساكوراجيما
ساكوراجيما (باليابانية: 桜島) هو بركان نشاط طبقي وجزيرة سابقة (الآن متصلة بالبر الرئيسي) في محافظة كاغوشيما في كيوشو، اليابان. تسببت تدفقات الحمم البركانية في ثوران عام 1914 باتصال الجزيرة مع شبه جزيرة أوسومي.
ما زالت النشاط البركاني متواصلا، ويؤدي إلى إسقاط كميات كبيرة من الرماد البركاني على البيئة المحيطة.
ساكوراجيما هو جبل مركب ذو قمم ثلاث هي كيتاداكي (ذروة الشمال)، ناكاداكي (ذروة المركز) و ميناميداكي (ذروة الجنوب) التي هي نشطة الآن.

## التاريخ والموقع

علم مدينة كاغوشيما والذي يمثل البركان أحد أهم رموز المدينة.

تذكر الدراسات أن بركان ساكوراجيما بدأ في نشاطه منذ حوالي 13,000 سنة ليشكل حينئذ بركان تحت البحر، وليصعد إلى سطح البحر مشكلا جزيرة منذ حوال 4850 سنة.
يحد البركان من الشرق شبه الجزيرة أوسومي ومن الغرب خليج كينكوز الذي يفصل بينه وبين مركز مدينة كاغوشيما وتقدر المسافة بحوالي أربعة كيلومترات، كما يحيط به خليج كاغوشيما من الجانب الشمالي والجانب الجنوبي.
يحتاج الزائر من مدينة كاغوشيما إلى حوالي 20 دقيقة للوصول جزيرة البركان من خلال ركوبه سفينة شحن، يتصاعد الدخان بشكل يومي ومستمر من فوهة البركان ويعد من المناظر الطبيعية الأكثر أهمية للزوار.

## ثورات بركان ساكوراجيما[4]
ثار بركان ساكوراجيما أكثر من 30 مرة خلال تاريخه الممتد منذ آلاف السنين ، وفي عام 1914 حدث تدفق كبير من الحمم البركانية يقدر بنحو 30 مليار طن من الحمم البركانية والصهارة، وبعد ذلك الحين لم تعد الجزيرة خالية من الناس الذين يزورون الجزيرة، بإمكان الناس أثناء المشي في ساكوراجيما رؤية البركان وهو ينفث الدخان الأبيض بشكل مستمر وكأنها غيوم.
1. 1914 : ثار البركان في ذلك العام لتتالى تدفقات الحمم الكبيرة، وصلت الصهارة إلى البحر وبدأت تبرد ثم تتدفق مجموعة أخرى من الصهارة وتبرد حتى اتصلت الجزيرة بالبر الياباني عند شبه جزيرة أوسامي وأصبح بالإمكان الوصول للبركان مشياً على الأقدام أو من خلال وسائل النقل البرية كانت تلك ذروة الثورانات لبركان ساكوراجيما، وقد قتل في ذلك الثوران 58 شخصاً.[2]
2. 1946 :
3. 2006 : أدى الثوران لوقوع 7 إصابات.
4. 9 نيسان 2009 :
5. 18 آب 2013 ، ثار البركان لمدة 50 دقيقة قاذفاً خلالها بصخور كبيرة على مسافة تبلغ حوالي 1800 متر، بينما شوهد تدفق الحمم مسافة كيلومتر واحد، ما استدعى وقف حركة القطارات بشكل مؤقت إلى حين إزالتها عن سكك الحديد، وتساقطت كميات هائلة من الرماد البركاني على مدينة كاغوشيما، ولم ترد أنباء عن وقوع إصابات.[7][8][9]
6. من 28 نيسان إلى 2 أيار 2014: حدثت أربع انفجارات بركانية، حيث ارتفع مستوى تنبيه السكان والحذر إلى 3 درجات من أصل 5 درجات وفي 30 نيسان و 3 أيار و 5 أيار ارتفعت أعمدة الدخان بين 1.8 و 3 كيلو متر.[10]

## الجبل حديقة جيولوجية
قامت الحكومة اليابانية باستثمار جزيرة الجبل البركاني لتكون حديقة سياحية جيولوجية، حيث يمكن الوصول إليه من خلال سفن الشحن خلال 20 دقيقة، وقد قامت الحكومة بوضع شعار سياحي للبركان والخليج المحيط به، ومنذ آخر أكبر لثورات البركانية عام 1914 السكان يستخدمون الحمم البركانية لطهي أطباق الطعام ويعتمدون في رزقهم على عائدات السياحة من زوار البركان.

## معرض الصور

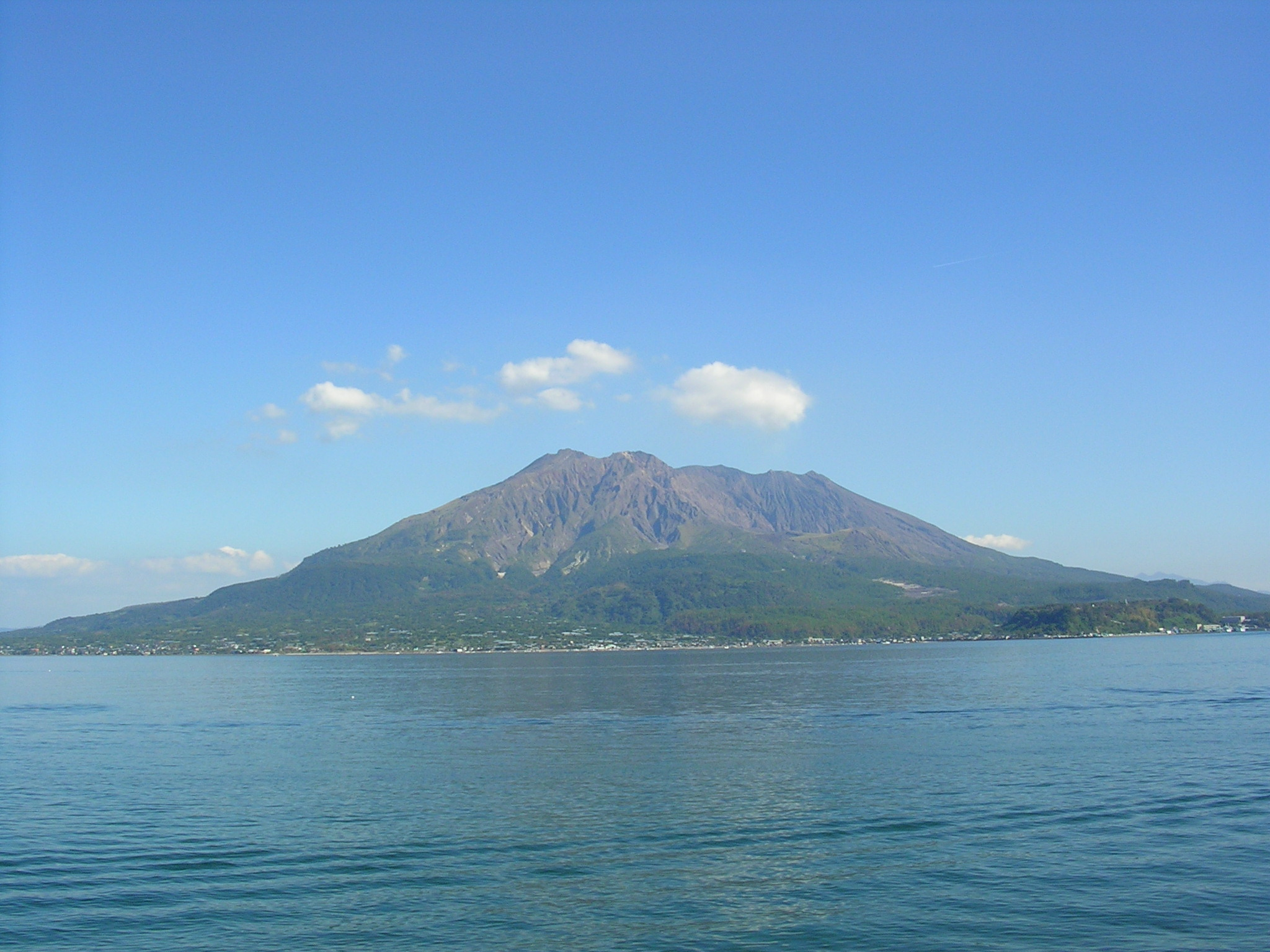
2004
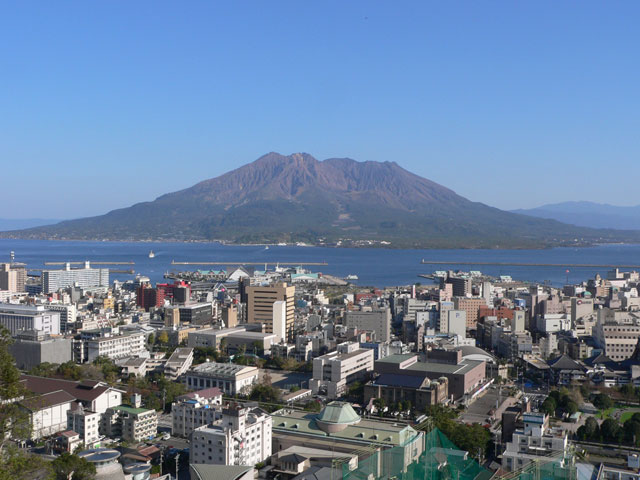
2004
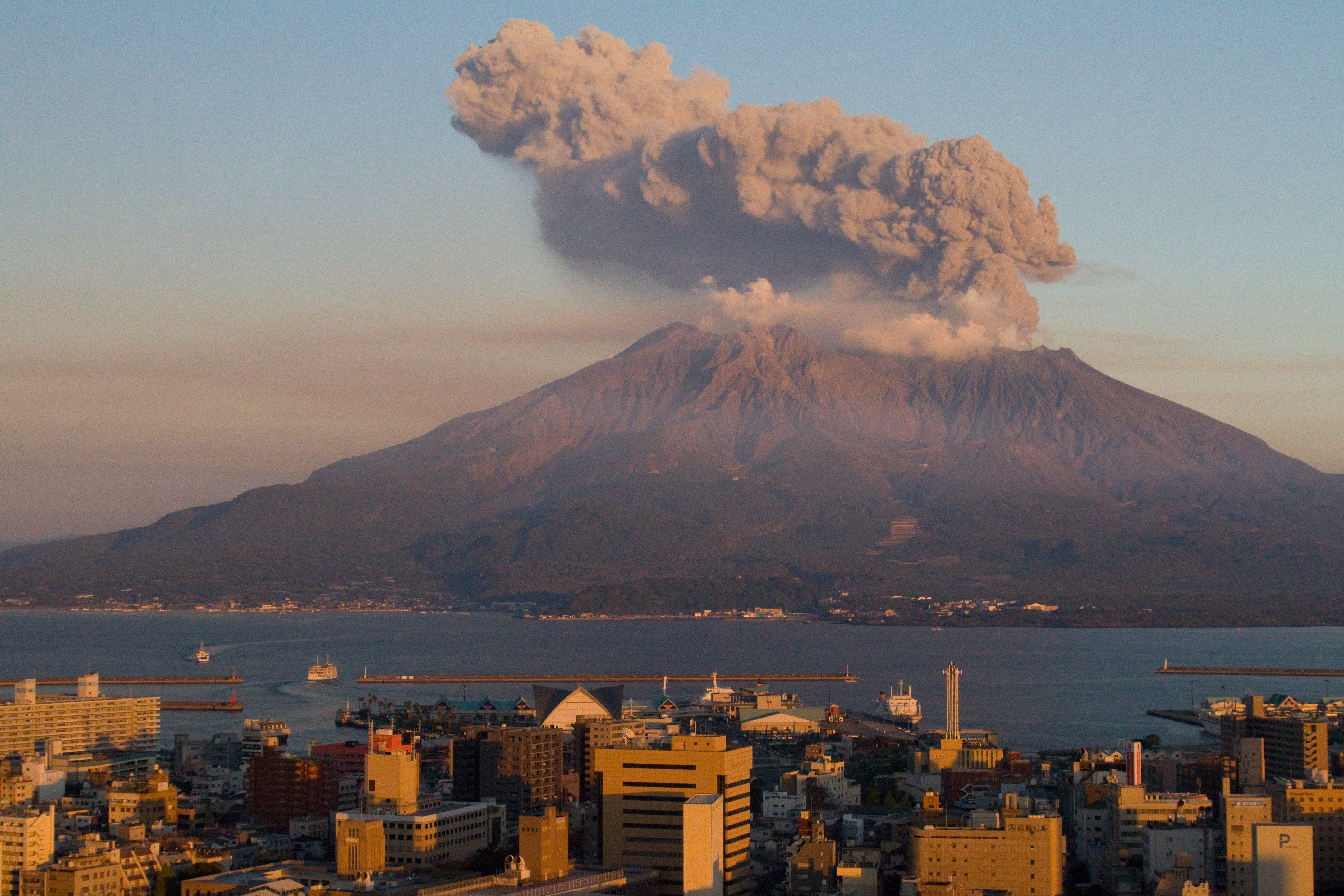
2009
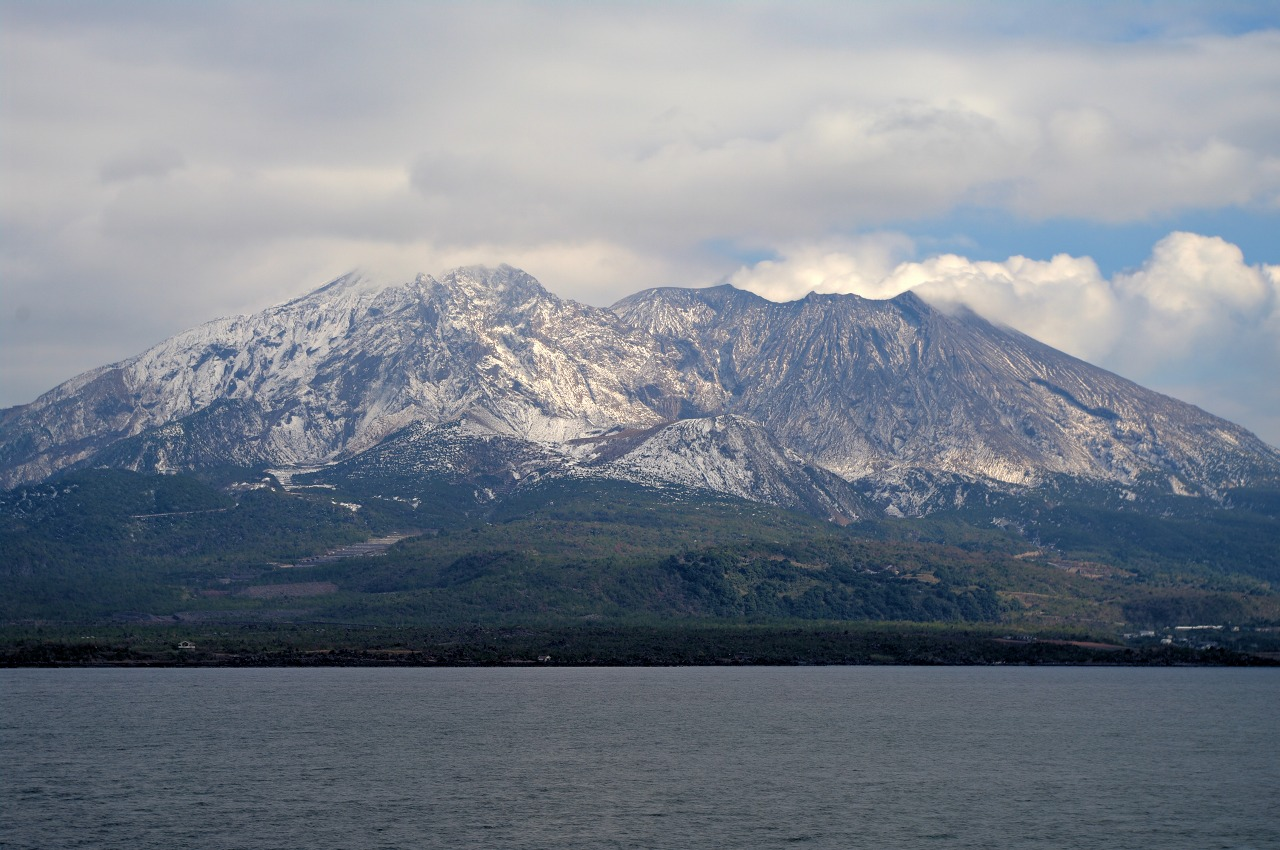
2010